# 머나먼 시애틀
《머나먼 시애틀》(영어: The Journey of Natty Gann)은 미국에서 제작된 제러미 케이건 감독의 1985년 가족 모험 영화이다. 메러디스 샐런저 등이 출연하였다.

## 출연진
- 메러디스 샐런저
- 존 큐색
- 레이 와이즈
- 레이니 커잰
- 스캣맨 크로더스
- 배리 밀러
- 버나 블룸
- 프랭크 C. 터너
- 개브리엘 로즈
- 돈 S. 데이비스
- 앨릭스 다이어컨
- 그랜트 헤슬로브
- 브루스 M. 피셔

## 기타 제작진
- 미술: 폴 실버트
- 의상: 앨버트 울스키
- 추가 편집: 스티븐 로즌블룸